# Боббі Френсіс
Боббі Френсіс (англ. Bobby Francis; нар. 5 грудня 1958, Норт-Бетлфорд) — канадський хокеїст, що грав на позиції центрального нападника. Згодом — хокейний тренер.

## Ігрова кар'єра
Професійну хокейну кар'єру розпочав 1980 року.
Протягом професійної клубної ігрової кар'єри, що тривала 8 років, захищав кольори команд «Детройт Ред-Вінгс» (провів 14 матчів, закинув дві шайби), «Маскегон Могоукс», «Солт-Лейк Голден Іглс», «Бірмінгем Буллз», «Оклахома Сіті Старс», «Колорадо Флеймс» та «Адірондак Ред-Вінгс».

## Тренерська робота
1999 року розпочав тренерську роботу в НХЛ, яка обмежилась з командою «Фінікс Койотс».
26 квітня 2006 уклав однорічний контракт з фінським клубом ГІФК, 19 грудня 2006 контракт був розірваний.

## Нагороди та досягнення
- Нагорода Джека Адамса — 2002.

## Тренерська статистика
| Команда | Сезон     | Регулярний сезон | Регулярний сезон | Регулярний сезон | Регулярний сезон | Регулярний сезон | Регулярний сезон | Регулярний сезон | Плей-оф                  |
| Команда | Сезон     | І                | В                | П                | Н                | ПОТ              | О                | Місце            | Результат                |
| ------- | --------- | ---------------- | ---------------- | ---------------- | ---------------- | ---------------- | ---------------- | ---------------- | ------------------------ |
| ФІН     | 1999–2000 | 82               | 39               | 31               | 8                | 4                | 90               | 3-є у ТД         | програш у першому раунді |
| ФІН     | 2000–01   | 82               | 35               | 27               | 17               | 3                | 90               | 4-е у ТД         | не вийшли у плей-оф      |
| ФІН     | 2001–02   | 82               | 40               | 27               | 9                | 6                | 95               | 2-е у ТД         | програш у першому раунді |
| ФІН     | 2002–03   | 82               | 31               | 35               | 11               | 5                | 78               | 4-е у ТД         | не вийшли у плей-оф      |
| ФІН     | 2003–04   | 62               | 20               | 24               | 15               | 3                | (68)             | 5-е у ТД         | звільнений               |
| Усього  | Усього    | 390              | 165              | 144              | 60               | 21               |                  |                  |                          |